# عدوليس
عدوليس (Αδουλίς in لغة إغريقية) هو موقع أثري على البحر الأحمر في شمال إريتريا، وتقع على بعد حوالي 30 ميلا جنوب مصوع على خليج زولا. كانت ميناء مملكة أكسوم، وتقع على ساحل البحر الأحمر. يدعى خليج عدوليس بعد الموقع. ويعتقد أن مدينة زولا الحديثة قد تكون هي عدوليس في عصر أكسوميتي، كما زولا قد تعكس الاسم المحلي باللغة إغريقية .

## التاريخ

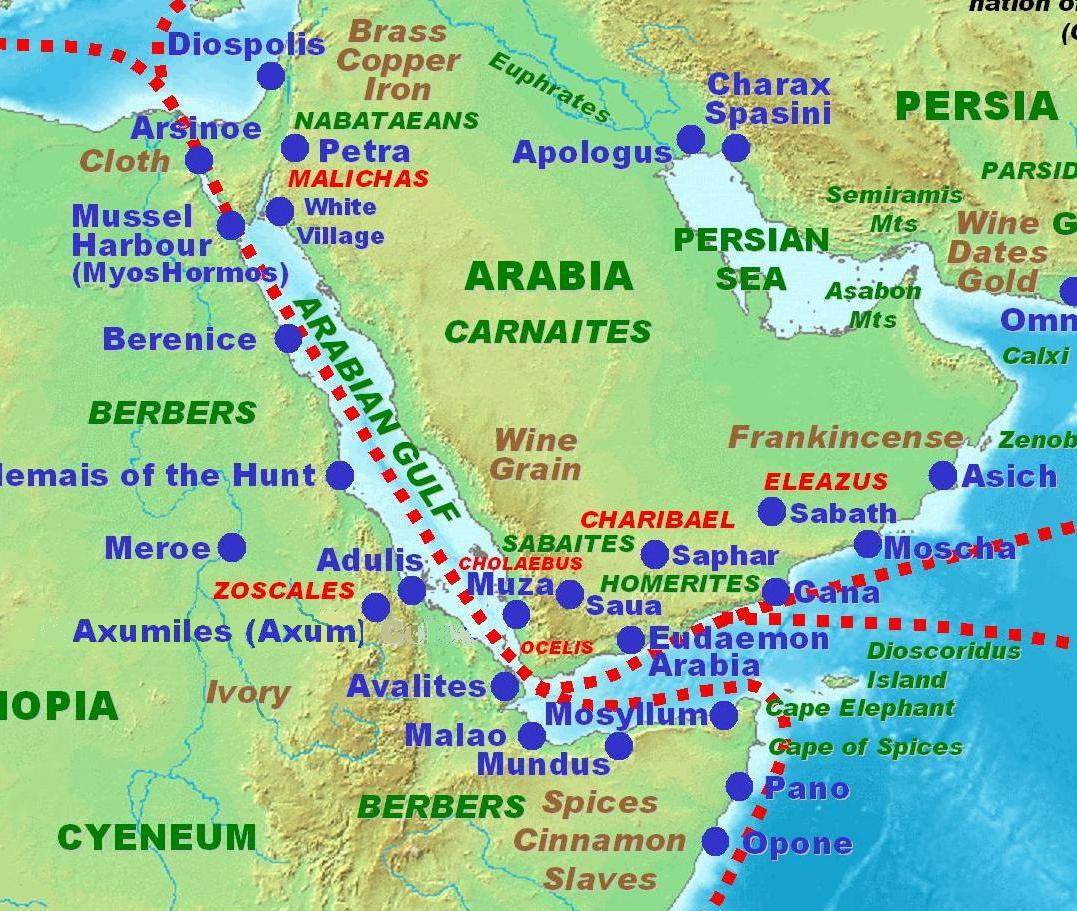
Adulis is described in the 1st century Periplus of the Erythraean Sea.

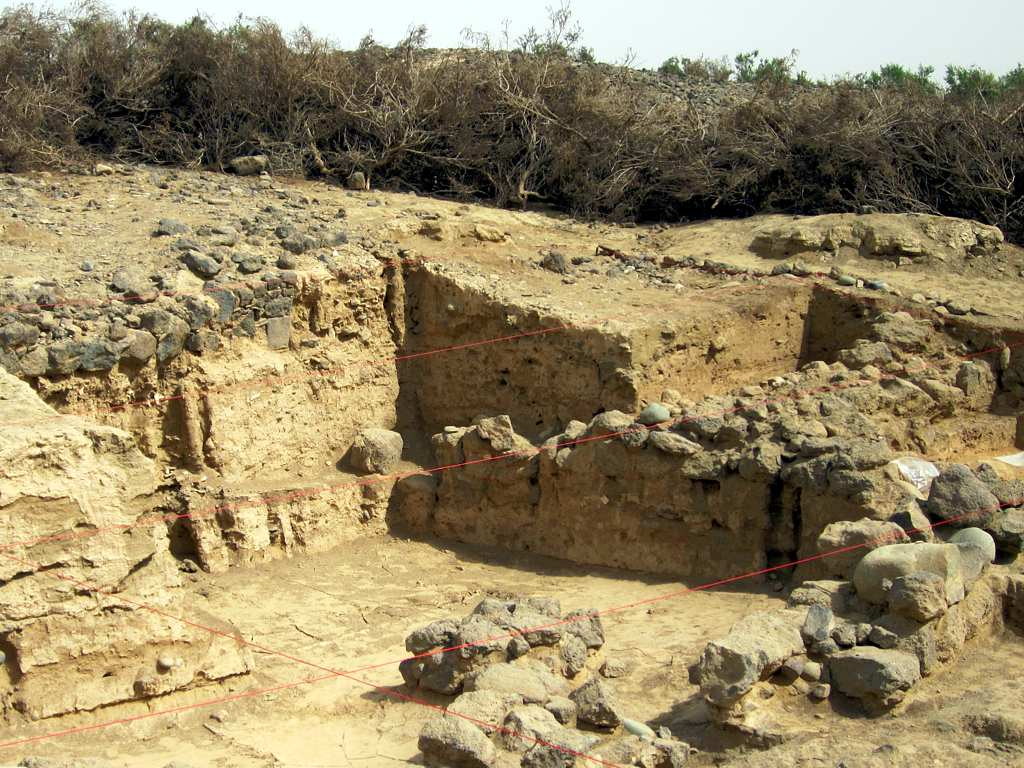
Archaeological excavations at Adulis, done by the Italian Roberto Paribeni in 1907

والاسم القديم «عدوليس» وهو واحد من أقدم الموانئ على شاطئ البحر الأحمر، أنشائه البطالمة أو البطالسة قبل الميلاد، ومازالت آثار هذه المدينة باقية تحت الأرض، وفي زولا خليج بحري يعرف بخليج زولا، ويوجد بها ضريح الشيخ محمود مؤذن ومازالت تمارس حوله الطقوس التي يعتقد الأهالي بأنها تجلب الرزق والبركة وتشفي من الأمراض وغيرها من المعتقدات الباطلة.